# Ai confini tra Sardegna e Jazz
(Claudio Loi da Sardinia jazz)
Ai Confini tra Sardegna e Jazz (comunemente chiamato Sant'Anna Arresi Jazz) è un festival jazz nato nel 1985 a Sant'Anna Arresi in Sardegna, tra i più importanti nel suo genere in Europa. Il festival è organizzato dall'Associazione Culturale Punta Giara e ha luogo in piazza del Nuraghe a Sant'Anna Arresi, tra la fine di agosto e la prima settimana di settembre. Ogni anno durante il festival il programma radiofonico della Rai, Battiti, curato e condotto da Pino Saulo e Antonia Tessitore trasmette, rigorosamente, in diretta due concerti della manifestazione. Il festival "Ai confini tra Sardegna e Jazz" e i seminari internazionali "Marcello Melis" sono organizzati con il contributo di Unione europea e Fondo Europeo di Sviluppo Regionale, Ministero per i Beni e le Attività Culturali (Direzione generale per lo spettacolo dal vivo), Regione Autonoma della Sardegna (Assessorato dello spettacolo e attività culturali, Assessorato del turismo, artigianato e commercio, Agenzia governativa regionale Sardegna Promozione), Fondazione di Sardegna, Comune di Sant'Anna Arresi, provincia del Sud Sardegna (Assessorato alla cultura e assessorato all'ambiente), Caras, Rai Radio 3 e Bes.

## Storia

### Le origini
Ai confini tra Sardegna e Jazz nasce nel 1986 per il volere di un gruppo di appassionati capitanati da Basilio Sulis. In principio il festival nasce come una manifestazione di sei giorni con uno o due concerti a serata. Tutte le edizioni si sono svolte nella stagione estiva nel periodo tra la fine di agosto e la prima settimana di settembre tranne qualche occasione in cui l'attività concertistica si è protratta nei mesi invernali. L'attività è composta da concerti, seminari, mostre, convegni e concorsi musicali nazionali.

## Seminari Marcello Melis
Dal 1997 e di consuetudine, durante il periodo di svolgimento del festival, presso le scuole medie del paese, si tengono i Seminari Internazionali "Marcello Melis" dedicati alla memoria del contrabbassista sardo Marcello Melis, vero e proprio simbolo del jazz isolano, prematuramente scomparso nel 1994. I corsi sono tenuti da un corpo docente qualificato, composto da musicisti italiani e stranieri presenti al festival ma anche da docenti provenienti dal Columbia College di Chicago.
Giunti alla loro dodicesima edizione, i seminari hanno contribuito in questi anni a far emergere artisti come Silvia Bolognesi, Andrea Massaria, Paolo Angeli e Piero Bittolo Bon.

## Lo stile
Il festival di Sant'Anna Arresi, dalla sua nascita, è stato un festival fortemente improntato sul free jazz. Musicisti come Don Cherry, Ornette Coleman, Art Ensemble of Chicago, Chick Corea, Jack De Johnette e Pat Metheny hanno calcato il prestigioso palco arresino confrontandosi con la tradizione sarda e dando vita a progetti estemporanei come i concerti di Cecyl Taylor e Antonello Salis o Hamid Drake e Paolo Angeli che hanno contribuito alla scoperta della musica tradizionale sarda da parte dei grandi media. Un percorso giù intrapreso dal mai troppo compianto Marcello Melis con la sua particolarissima commistione tra musica sarda e free jazz. Dischi come Free to dance, New village on the left, Perdas de fogu e Angedras composti con i più grandi jazzisti americani (Steve Lacy, Don Moye e Mal Waldron su tutti) e italiani (Enrico Rava e Mario Schiano) sono entrati a far parte del patrimonio musicale e culturale sardo e mondiale. Numerose, però, in questi anni sono state le divagazioni che l'hanno portato ad ospitare gruppi e musicisti appartenenti a generi diversi dal free. Tra questi si possono ricordare sicuramente: Buena Vista Social Club, Stewart Copeland, Unsane, Ivano Fossati, Gipsy King e la Shibusa Shirazu orchestra. L'edizione del 2011, la ventiseiesima, è stata dedicata alla memoria di Jaco Pastorius.